# Môle-Saint-Nicolas (arrondissement)
Môle-Saint-Nicolas (Haïtiaans-Creools: Mòl Sen Nikola) is een arrondissement van het Haïtiaanse departement Nord-Ouest, met 246.000 inwoners. De postcodes van dit arrondissement beginnen met het getal 33.
Het arrondissement Môle-Saint-Nicolas bestaat uit de volgende gemeenten:
- Môle-Saint-Nicolas (hoofdplaats van het arrondissement)
- Baie-de-Henne
- Bombardopolis
- Jean-Rabel